# Cténolabre
Ctenolabrus rupestris
Genre
Espèce
Synonymes
Voir texte.
Statut de conservation UICN

 LC  : Préoccupation mineure
Le cténolabre, Ctenolabrus rupestris, est une espèce de poissons marins appartenant à la famille des Labridae. C'est la seule espèce de son genre Ctenolabrus (monotypique).

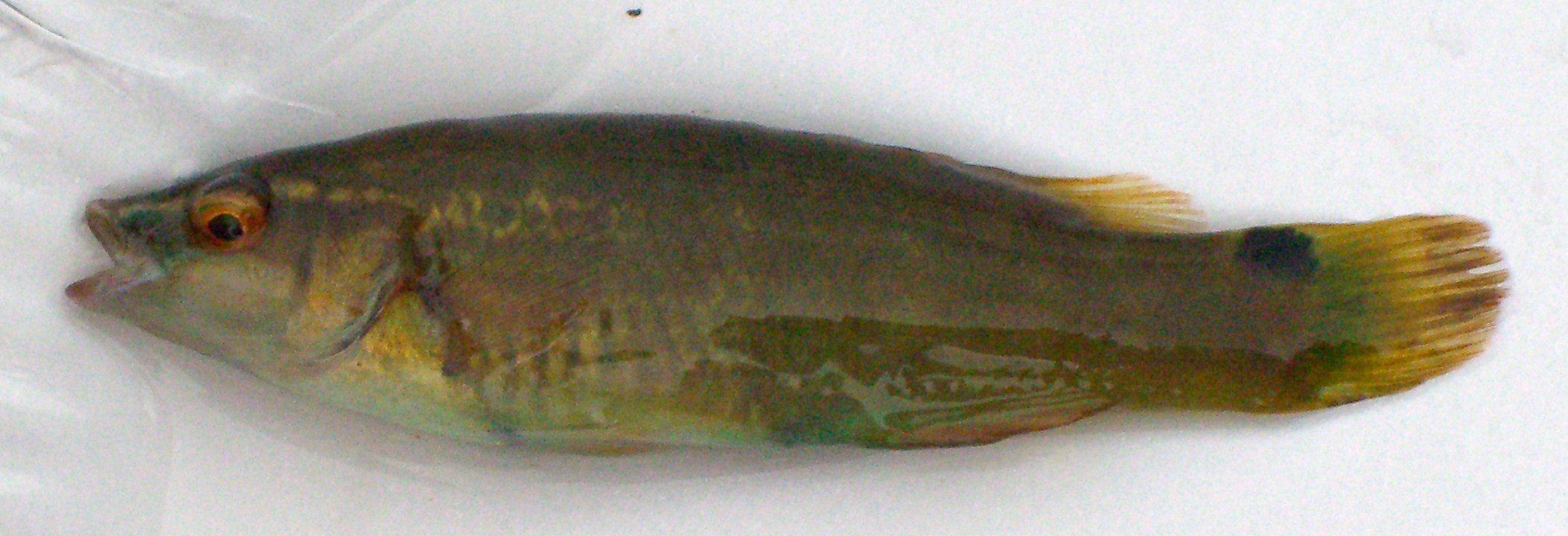

## Répartition et habitat
Le cténolabre est présent dans l'Atlantique est, de la Norvège au Maroc. On peut aussi le trouver en Méditerranée. Il vit exclusivement dans les secteurs rocheux, ou les herbiers, dans la zone côtière (1–50 m).

## Description
Le cténolabre présente de très nombreuses similitudes avec les autres labridés. Cependant, il est aisément reconnaissable à la présence de deux ocelles noirs, le premier à la naissance antérieure de la nageoire dorsale, le second sur le dessus du pédoncule caudal. Il dépasse rarement une quinzaine de centimètres.

## Alimentation
Le cténolabre se nourrit de bryozoaires, de crustacés, et de petits mollusques.

## Reproduction
La reproduction a lieu en été, et la ponte a lieu sur un territoire que le mâle défend.

## Synonyme
Ce taxon admet comme synonyme :
- Labrus rupestris Linnaeus, 1758